# Kozácký hetmanát
Kozácký hetmanát (ukrajinsky Гетьманщина, Hetmanščyna), dobově zvaný Záporožské vojsko (ukrajinsky Військо Запорозьке, Vijsko Zaporozke, latinsky Exercitus Zaporoviensis), běžně také záporožský hetmanát, byl v letech 1649–1764 polo-nezávislý státní útvar záporožských kozáků na území dnešní Ukrajiny.

## Historie
Dne 18. srpna 1649 byly popsána Zborovská dohoda mezi kozáky vedené Bohdanem Chmelnickým a Polsko-litevskou unii. Tato dohoda byla důsledkem úspěšných tažení kozáckého vojska proti Polsku, které daly vzniknout kozáckého hetmanátu. Přibližný rozsah území byl 200.000 km², kde žilo přes 3 miliony lidí. Východní hranice byly totožné s původní hranici Polsko-litevské unie, západní hranice byla proměnná dle aktuální politické situace. Kozácký hetmanát byl autonomním státem  v rámci Polsko-litevské unie. Orgánem statní moci byla generální rada, které předsedal hejtman. Generální rady byly později nahrazeny staršinskými radami. V roce 1651 došlo k obnovení bojů mezi Polskem a kozáky, kozáci nebyli schopni porazit polské vojsko a proto hledali spojence. Nejvhodnějším spojencem pro samotné kozáky se jevilo Rusko. V roce 1654 byla podepsána Perejaslavská smlouva, která znamenala podrobení Ukrajiny Ruskem. V roce 1657 zemřel Bohdan Chmelnický, což předznamenalo rozpad tohoto státu. Kompromisní andrušovské příměří (1667) ukončilo polsko-ukrajinsko-ruskou válku, ale rozdělilo území Hetmanátu podél toku Dněpru, přičemž autonomní část pod ruskou vládou zůstala pouze na levém (východním) břehu řeky (s cípem země kolem Kyjeva na pravém břehu). Jediným územím, které si zachovalo určitou autonomii, bylo Záporoží, které bylo pod společnou správou Ruska a Polska. Kozáci s rozdělením Ukrajiny nesouhlasili, k hlavním největší odpůrcům patřili hejtmani Petro Dorošenko, Ivan Brjuchoveckyj, Mnohohrišnyj a Ivan Samojlovyč. Hejtmani se pokusili zvrátit tuto dohodu s pomocí Osmanské říše a Krymského chanátu. V roce 1687 zvolila generální staršina za hejtmana Ivana Mazepu, který měl usilovat o nezávislost hetmanátu.

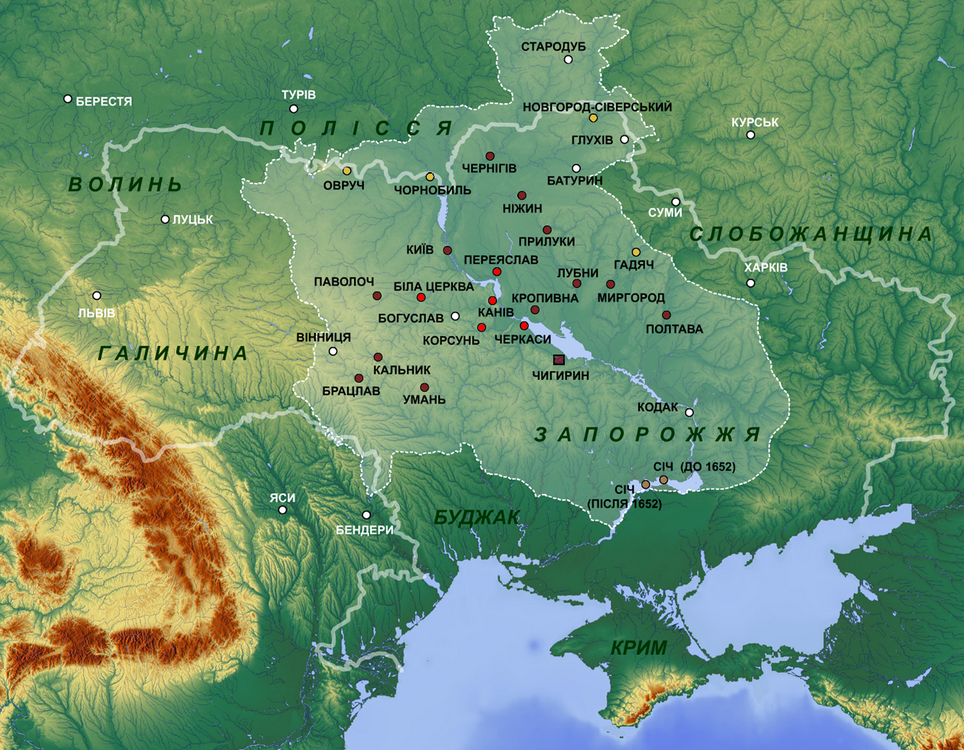
Území hetmanátu v roce 1654, kdy požádali o ochranu ruského cara

V říjnu 1708 byl obviněn Ivan Mazepa ruským carem Petrem Velikým, že chtěl přivést Ukrajinu do polského područí a pravoslaví podřídit katolické církví. Následně byl v listopadu toho roku zvolen nový hejtman plukovník Ivan Skoropadský. Následně se Mazepa pokusil o protiruské povstání na Ukrajině, které skončilo neúspěchem. V hnutí za nezávislost Ukrajiny jej poté podporovalo Švédsko. V roce 1722 bylo na území hetmanátu zřízeno Maloruské kolegium, tento úřad převzal veškeré pravomoci  levobřežní Ukrajiny a byl koncem veškeré autority staršiny. Od 20 let. 18. století již nesměl hejtman vykonávat žádnou zahraniční politiku. V roce 1727 byl při úřadu hejtmana zřízena pozice ministra-rezidenta, který řešil veškeré ruské záležitosti. Funkce kozáku jako hraničářů ztratila během 18. století na významu. Posledním hejtmanem byl kníže Razumovský, který se nejprve domníval, že by jeho rod mohl získat úřad hejtmana dědičně. V roce 1764 mu bylo jasně vysvětleno, aby se vzdal úřadu hejtmana. V témže roce požádal carevnu Kateřinu II., aby jej odvolala a ta úřad úplně zrušila. Následně na pokyn carevny probíhala na území Maloruska rusifikace. V roce 1780 až 1781 bylo zrušeno maloruské kolegium. Území bylo rozděleno do tří gubernií: Kyjevská, Černigovská a Novgorodsko-Severská. Zbylí kozáci, kteří se nechtěli podřídit ruským pořádkům, zejména zaváděnému nevolnictví, utekli na západ do delty Dunaje na území Osmanské říše, kde založili Zadunajskou Sič, jež se stala tureckým vazalem. (Tato Sič pak zanikla roku 1828, když se tamní kozáci připojili k ruské armádě během osmé, resp. deváté rusko-turecké války.)